# Perranuthnoe
Perranuthnoe (AFI [pərə'nuθnəw]) és una població de la costa sud de Cornualla, a la Gran Bretanya. És a uns 1,6 km a l'est de Marazion. El 2011 tenia 2.184 habitants.